# Iacetans
Els iacetans o jacetans (en llatí iaccetani, en grec antic Ἰακκετανοί) eren la més important de les petites tribus d'ibers situades al sud dels Pirineus, a la Tarraconensis. Estaven situats a l'est dels vascons i al nord dels ilergets. El seu país Ἰακκετανία (Jacetània) ocupava la part nord d'Aragó i la Catalunya nord-occidental. Va ser l'escenari de la Guerra de Sertori i també de la lluita entre els legats de Pompeu, (Luci Afrani i Marc Petrei) i Juli Cèsar.

## Territori
Estrabó diu que el poble ocupava les estivacions dels Pirineus i s'estenia per les planes arribant fins al país dels ilergets a la vora d'Ilerda i Osca. Eren semblants als aquitans però tenien punts en comú amb altres pobles del costat sud dels Pirineus, com la llengua, semblant a la parlada pels pobles pirinencs inclosos els vascons.

### Qüestionament de l'existència dels iacetans
Existeix certa confusió entre lacetans i iacetans, ja que algunes fonts antigues, o les seves versions posteriors, els van confondre. Tot plegat ha duit a l'historiador aragonès Francisco Beltran Lloris a considerar que no va existir una ètnia iacetana sinó una ciutat vascona, Iaca, i que les referències ètniques s'han d'entendre com referides als lacetans i a Lacetània, cosa que, si es confirma, modificaria substancialment el mapa etnogràfic del Pirineu central preromà, ja que els ceretans s'haurien de situar implantats fins a la frontera vascona per l'oest (cap als contraforts de la Serra de Guara) i fronterers amb els ilergets pel sud. Aquesta hipòtesi donaria congruència a Cassi Dió que relata que Domici Calví hauria situat a Osca la seva base d'operacions en la seva campanya contra els ceretans.

## Història
Cap al segle iii aC i començaments del segle ii aC els iacetans van fer incursions contra els pobles de la plana, els suessetans, però aquestos amb ajut de Cató, els van derrotar el 195 aC. Existeixen monedes de la seva ciutat principal Iacca (Jaca) de la que derivaven el seu nom, i probablement eren un poble tributari dels romans. Van encunyar monedes en llengua ibèrica. En temps de Pompeu la ciutat va passar a mans dels vascons i Plini el Vell inclou als iacetans dins el poble dels vascons. Estrabó diu que quedaven en la seva cultura restes de matriarcat, predominava la ramaderia amb una agricultura complementària, i realitzaven atacs de saqueig com a complement econòmic. Jacetània va ser romanitzada intensament i ho era totalment avançat el segle I i al segle ii.